# Dietmar Beetz
Dietmar Beetz (* 6. Dezember 1939 in Neustadt am Rennsteig) ist ein deutscher Buchautor. Sein Schaffen umfasst vor allem Kriminalromane und andere überwiegend belletristische Werke, darunter auch Hörspiele und Kinderbücher.

## Leben
Dietmar Beetz wurde 1939 in Neustadt am Rennsteig geboren und absolvierte von 1957 bis 1963 ein Studium der Medizin an der Universität Leipzig und an der Medizinischen Akademie Erfurt. Er war danach von 1965 bis 1966 zunächst als Schiffsarzt und nach seiner Weiterbildung zum Facharzt für Dermatologie als Betriebsarzt tätig. Im Jahr 1973 arbeitete er zeitweilig in Guinea-Bissau. Weitere Auslandsaufenthalte führten ihn nach Angola, China und Vietnam. Seine Erlebnisse im Ausland haben, jedoch ohne direkte autobiografische Bezüge, einen Teil seiner Bücher inhaltlich beeinflusst.
1998 wurde er für sein Kinderbuch „Rhinos Reise“ sowie für „Kurzschluß im Hirnkasten“ mit dem Literaturpreis der Bundesärztekammer ausgezeichnet. Seit einigen Jahren veröffentlicht er seine Bücher vorwiegend in dem von ihm geführten Verlag Edition D.B., der auch anderen Autoren offensteht. Er hat bisher mehr als 50 deutschsprachige Bücher verfasst.
In den Jahren von 1970 bis mindestens 1981 war Beetz als Inoffizieller Mitarbeiter der DDR-Staatssicherheit unter dem Decknamen Rubianus erfasst und tätig.

## Werke (Auswahl)
Kriminalromane
- Mord am Hirschlachufer. Greifenverlag, Rudolstadt 1982
- Gift für den Chefarzt. Mitteldeutscher Verlag, Halle an der Saale 1987. ISBN 3-354-00172-0
- Attentat in Rutoma. Militärverlag, Berlin 1988. ISBN 3-327-00575-3
- Abrechnung am Klosterfriedhof. Verlag Neues Leben, Berlin 1989. ISBN 3-355-00807-9
- Rhön-Flirt. Rhön-Verlag, Hünfeld 1998
- Der Alte und das Biest - Krimi-Etüden. Spottless-Verlag, Berlin 1998
- Fahndung am Rennsteig. verlag der criminale, München 2000. ISBN 3-89811-978-5

Kinder- und Jugendbücher sowie Abenteuererzählungen
- Blinder Passagier für Bombay. Verlag Neues Leben, Berlin 1974 (Illustrationen von Werner Ruhner)
- Der Schakal im Feigenbaum und andere Märchen aus Guinea-Bissau. Kinderbuchverlag, Berlin 1977
- Späher der Witbooi-Krieger. Verlag Neues Leben, Berlin 1978 (Roman)
- Weißer Tod am Chabanec. Verlag Neues Leben, Berlin 1979
- Malam von der Insel. Kinderbuchverlag Berlin 1982 (Illustrationen von Gerhard Goßmann)
- Oberhäuptling der Herero. Verlag Neues Leben, Berlin 1983
- Labyrinth im Kaoko-Veld. Roman, Verlag Neues Leben, Berlin 1984
- Familien-Theater. Kinderbuchverlag, Berlin 1984
- Der fliegende Löwe und andere Märchen der Nama. Nach alten Quellen neu erzählt. Postreiter Verlag, Halle an der Saale 1986. ISBN 3-7421-0068-8
- Rabenvater Schmidt. Postreiter Verlag, Halle an der Saale 1987. ISBN 3-7421-0163-3
- Flucht vom Waterberg. Verlag Das Neue Berlin, Berlin 1989. ISBN 3-360-00241-5
- Das Goldland des Salomo. Verlagshaus Thüringen, Erfurt 1993. ISBN 3-86087-113-7 (Roman über die Simbabwe-Expedition von Karl Mauch)
- Rhinos Reise. Erika Klopp Verlag, München 1996. ISBN 3-7817-0220-0 (Illustrationen von Ursula Blancke)
- Tamba und seine Tiere. Märchen aus Afrika nach alten Quellen neu erzählt. Allitera Verlag, München 2001

Sonstige Werke
- Arzt im Atlantik. Ein Brief von Bord. Verlag Neues Leben, Berlin 1971 (Erzählung, Illustrationen von Karl Fischer)
- Visite in Guiné-Bissau. Verlag Neues Leben, Berlin 1975
- Skalpell und Sextant. Mitteldeutscher Verlag, Halle an der Saale 1977 (Gedichte)
- Tintenfisch dressiert. Gedichte für jung und alt. Mitteldeutscher Verlag, Halle an der Saale 1985 (Gedichte, Illustrationen von Egbert Herfurth)
- Rund um die Talsperre Schönbrunn. Altenfeld, Frauenwald, Giessübel, Neustadt am Rennsteig, Schönbrunn. Haack Verlag, Gotha 1992. ISBN 3-7301-0982-0
- Haupthaarstudie und andere Arztgeschichten aus der Vor-Seehofer-Zeit. kd-SV, Berlin 1993. ISBN 3-910176-06-2 (Erinnerungen)
- Kurzschluß im Hirnkasten. berder-Verlag, Selm 1996 (Aphorismen)
- Experten für Sex. Haiku und andere Sprüche, Band 1. Edition digital, Pinnow 2018. ISBN 978-3-96521-000-4 (Aphorismen)
- Urwaldparfüm. Haiku und andere Sprüche, Band 2. Edition digital, Pinnow 2018. ISBN 978-3-96521-001-1 (Aphorismen)
- Subtiler Quark. Haiku und andere Sprüche, Band 3. Edition digital, Pinnow 2018. ISBN 978-3-96521-002-8 (Aphorismen)
- Humani-tätärätä. Haiku und andere Sprüche, Band 4. Edition digital, Pinnow 2018. ISBN 978-3-96521-003-5 (Aphorismen)
- 2/3-Dummheit. Haiku und andere Sprüche, Band 5. Edition digital, Pinnow 2018. ISBN 978-3-96521-004-2 (Aphorismen)